# Бранкати, Виталиано
Виталиано Бранка́ти (итал. Vitaliano Brancati; 24 июля 1907, Пакино — 25 сентября 1954, Турин) — итальянский писатель, сценарист и педагог.

## Биография
Виталиано Бранкати родился 24 июля 1907 года в сицилийской коммуне Пакино в семье адвоката. Жил с семьёй в Модике в 1910-19 годах, а с 1920 года — в Катании. В 1929 году окончил университет, защитив дипломную работу о творчестве Федерико Де Роберто. В течение нескольких лет преподавал и опубликовал драматическую поэму «Федор» (Fedor, 1928), одноактную пьесу «Эверест» (Everest, 1931), патриотическую драму «Пьяве» (Piave, 1932).
В 1930-х годах жил в Риме, где также занимался преподаванием; там же познакомился с Альберто Моравиа и Коррадо Альваро. Опубликовал роман «Друг победителя» (L’amico del vincitore, 1932), рассказ «Необычайное дорожное приключение» (Singolare avventura di viaggio, 1934). По возвращении на Сицилию работал в еженедельнике «Омнибус». В 1941 году снова переехал в Рим. Тогда же были опубликованы повесть «Потерянные годы» (Gli anni perduti, 1938), в которой ощущается влияние произведений Гоголя и Чехова, и роман «Дон Жуан на Сицилии» (Don Giovanni in Sicilia, 1941), по которому был снят одноимённый фильм. В 1949 году вышел в свет роман «Красавчик Антонио» (Il bell’Antonio), оставшийся неоконченным и опубликованный в наиболее полном виде лишь в 1959 году после смерти автора. Последним романом Бранкати стал «Горячий Паоло» (Paolo il caldo, 1954).

## Сочинения

### Проза
- «Друг победителя» / L’amico del vincitore, Milano 1932
- «Необычайное дорожное приключение» / Singolare avventura di viaggio, Milano 1932
- «В поисках „да“» / In cerca di un sì, Catania 1939
- «Потерянные годы» / Gli anni perduti, Firenze 1941
- «Дон Жуан на Сицилии» / Don Giovanni in Sicilia, Milano 1941
- «Старик с сапогами» / Il vecchio con gli stivali, Roma 1945
- «Прекрасный Антонио» / Il bell’Antonio, Milano 1949
- «Горячий Паоло» / Paolo il caldo, Milano 1955

### Драматургия
- «Федор» / Fedor, Catania 1928
- «Эверест» / Everest, Catania 1931
- «Пьяве» / Piave, Milano 1932
- «Гувернантка» / La governante, Bari 1952
- «Театр» / Teatro, Milano 1957

### Публицистика
- I piaceri. Parole all’orecchio, Milano 1946
- I fascisti invecchiano, Milano 1946
- Le due dittature, Roma 1952
- Ritorno alla censura, Bari 1952
- Diario romano, a cura di G.A. Cibotto e S. De Feo, Milano 1961
- Il borghese e l’immensità, Milano 1973
- Sogno di un valzer, Milano 1982
Nella collana dei «Classici Bompiani» è uscito un volume di Opere 1932—1946, a cura di Leonardo Sciascia, Milano 1987

### Фильмография
- Спящая красавица / La bella addormentata, реж. Луиджи Кьярини (сценарий, 1942)
- Дон Сезар де Базан / Don Cesare di Bazan, также известен как La lama del giustiziere, реж. Риккардо Фреда (сценарий, 1942)
- Ревность / Gelosia, реж. Фердинандо Мария Поджоли (сценарий, по роману Луиджи Капуано «Маркиз Роккавердина», 1942)
- Генрих IV / Enrico IV, реж. Джорджо Пастина (сценарий, не указан в титрах, 1943)
- Трудные годы / Anni difficili, реж. Луиджи Дзампа (сюжет и сценарий, 1948)
- Fabiola, реж. Алессандро Блазетти (сценарий, 1949)
- Легче верблюду пройти сквозь игольное ушко… / È più facile che un cammello…, реж. Луиджи Дзампа (сценарий, 1950)
- L’edera, реж. Аугусто Дженина (сценарий, 1950)
- Vulcano, реж. Уильям Дитерле (сценарий, 1950)
- Tre storie proibite, реж. Аугусто Дженина (сюжет и сценарий, 1951)
- Господа, в вагон! / Signori, in carrozza!, реж. Луиджи Дзампа (сценарий, 1951)
- Guardie e ladri, реж. Марио Моничелли и Стено (сценарий, 1951)
- Buon viaggio pover’uomo, реж. Джорджо Пастина (сценарий, 1951)
- Altri tempi, реж. Алессандро Блазетти (сценарий, 1952)
- Путешествие в Италию / Viaggio in Italia, реж. Роберто Росселлини (сюжет и сценарий, 1953)
- L’uomo, la bestia e la virtù, реж. Стено (сценарий, 1953)
- Лёгкие годы / Anni facili, реж. Луиджи Дзампа (сюжет и сценарий, 1953)
- Такова жизнь / La patente episodio di Questa è la vita, реж. Луиджи Дзампа (сценарий, 1954)
- Dov'è la libertà…?, реж. Роберто Росселлини (сценарий, 1954)
- Orient Express, реж. Карло Лудовико Брагалья (сценарий, 1954)
- Искусство устраиваться / L’arte di arrangiarsi, реж. Луиджи Дзампа (сюжет и сценарий, 1954)
- Vacanze d’amore (Village magique), реж. Жан-Поль Ле Шануа (сценарий, 1954)
- Il bell’Antonio, реж. Мауро Болоньини (сюжет, 1960)
- Дон Джованни на Сицилии / Don Giovanni in Sicilia, реж. Альберто Латтуада (сюжет, 1967)
- Paolo il caldo, реж. Марко Викарио (сюжет, 1973)
- La governante, реж. Джованни Гримальди (сюжет, 1975)